# Чёрная Маска (DC Comics)
Чёрная Маска (англ. Black Mask) — суперзлодей вселенной DC Comics, враг Бэтмена. Оригинальный персонаж, Роман Сайо́нис (Roman Sionis), впервые появился в выпуске Batman #386 в августе 1985 года и был создан Дагом Манчем и Томом Мандрейком. После событий сюжетной линии Batman: Battle for the Cowl и поисков нового Бэтмена в качестве Чёрной Маски II появляется доктор Джеремайя Аркхэм (Jeremiah Arkham). Персонаж занял девятую строчку в списке «10 лучших и худших врагов Бэтмена» по версии IGN. Сайт Listverse.com поставил Чёрную Маску на шестую строчку в десятке наиболее подходящих для экранизации врагов Бэтмена.

## Биография персонажа

### Ранние годы
Роман Сайонис родился в богатой семье, однако его родители больше беспокоились о своём социальном статусе, нежели о сыне. Доктор, принимавший роды у матери Романа, уронил младенца, взяв на руки. Родители Романа были больше озабочены не состоянием своего сына, а сокрытием ото всех этого инцидента, опасаясь того, как их богатые друзья отреагируют на известие о травме их сына. Позже, когда Роман был ребёнком, он, играя в семейной усадьбе, подвергся нападению бешеных енотов. Этот инцидент также был скрыт семьёй Сайонис. Родители запретили Роману говорить об этом кому бы то ни было.
Ещё одним обстоятельством, повлиявшим на характер Романа, была «дружба» его отца с Томасом Уэйном. Родители Романа ненавидели Уэйнов, однако, чтобы не потерять свой социальный статус, они продолжали тесно общаться с Томасом и Мартой Уэйнами, заставляя Романа подружиться с их сыном — Брюсом Уэйном. Лицемерие его родителей оказало глубокое воздействие на него. Он рос, испытывая ненависть и презрение к ним и к их «маскам», которые они носили в обществе.
После окончания средней школы Роман занял высокий пост в компании своего отца — Janus Cosmetics. Там он встретил секретаршу Цирцею и влюбился в неё. Родители не одобрили эти отношения и дали понять сыну, что хотят разрушить их. В ярости Сайонис сжёг семейный особняк, убив своих родителей. После их смерти он унаследовал состояние семьи и бизнес. Его компания разорилась после того, как он профинансировал неудачную линию косметической продукции, и у Janus Cosmetics возникли серьёзные проблемы. В отчаянии Сайонис бросил остатки денежных средств на создание водонепроницаемого макияжа — продукта, который должен был спасти компанию. Макияж был выпущен на рынок без надлежащего тестирования, в результате чего оказалось, что он содержит смертельное токсическое вещество, которое изуродовало несколько сотен женщин.
Узнав об этом, Цирцея, невеста Романа, порвала с ним на глазах у всего персонала. Тогда же успешный магнат Брюс Уэйн предложил свою помощь Janus Cosmetics при условии, что Сайонис отойдёт от управления и позволит Уэйну назначить своего управляющего. Роман согласился, но был в ярости от унижения. Он отправился в мавзолей семьи и разбил чёрную крышку отцовского гроба, один из осколков которого Роман впоследствии использовал для создания маски своего альтер эго — Чёрной Маски.
В течение месяца в группировке Чёрной Маски собрались десятки мелких преступников Готэм-Сити. Они использовали в качестве базы Склеп Сайонисов и назвались «Общество фальшивых лиц Готема». Каждый член банды носил отличительную маску. Впоследствии об обществе узнала полиция и сам Бэтмен.
Чёрная маска выступал в роли лидера преступного мира Готэма в комиксе «Бэтмен: Под красным колпаком». Он держал всю организованную преступность у себя в руках, но вскоре в город вернулся Джейсон Тодд, который восстал из мёртвых. Под личиной красного колпака, он начал разрушать преступную империю Маски. Сначала он взял под контроль наркобизнес, а потом начал воровать и уничтожать поставки товаров Маски, такие как оружие и ящик криптонита. Чёрная маска заручался поддержкой Мистера Фриза и наёмников Детстроука, но в конечном итоге все они проиграли Тодду и Маска лишился своего влияния, а его империя была разрушена.

## В других произведениях

### Киновселенная DC
Юэн Макгрегор исполнил роль персонажа в фильме «Хищные птицы».

### Телевидение
- Чёрная Маска появляется в качестве одного из врагов Бэтмена в мультсериале 2004 года «Бэтмен», где его озвучил актёр Джеймс Ремар.
- Альтернативная версия персонажа появляется в комиксе The Batman Strikes!, спин-оффе мультсериала 2004 года.
- В мультипликационном сериале «Бэтмен: Отважный и смелый» Чёрная Маска появляется в эпизоде «The Plague of the Prototypes!», где его озвучивает Джон Димаджио[3].
- Отец персонажа появляется в 8 эпизоде 1 сезона телесериала «Готем» в качестве антагониста детектива Джеймса Гордона.
- Чёрная Маска появляется в качестве основного антагониста второй половины второго сезона сериала Бэтвумен телеканала CW. Роль Романа Сайониса исполняет актёр Питер Аутербридж.

### В анимационных фильмах
- В анимационном фильме 2010 года «Бэтмен: Под красным колпаком» Чёрную Маску озвучивает Уэйд Уильямс[4].

### Видеоигры

Чёрная Маска в игре Batman: Arkham Origins

- Чёрная Маска выступает как босс в Batman: Dark Tomorrow. Он участвует в войне с бандой Чревовещателя. Персонажа озвучил Майкл Райт.
- Маска злодея появляется в Batman: Arkham Asylum, гдё её надо сканировать в качестве ответа на одну из загадок Загадочника, после чего разблокируется описание персонажа.
- Появился в эпизодической роли в Batman: Arkham City. В начале игры (когда Брюс Уэйн появился в Аркем-Сити) можно увидеть стычку Чёрной Маски с охранниками. Сайонис угрожал им стулом и требовал привести Хьюго Стрейнджа, но его оглушили электрошокером и начали избивать. Больше он в сюжетной линии не появлялся. Чёрная Маска является боссом в режиме «Испытания» за Робина и Женщину-кошку. Голос — Брайан Блум. В миссии «Месть Загадочника» с ним можно сразиться.
- Чёрная Маска появляется в многопользовательской онлайн-игре DC Universe Online.
- В видеоигре Lego Batman: The Videogame после сбора всех мини-наборов на злодейских уровнях открываются части Lego, из которых можно собрать Чёрную Маску в комнате создания персонажей. В версии игры для Nintendo DS Чёрная Маска — персонаж, которого можно разблокировать в мини-игре «Охота на злодеев».
- Чёрная Маска выступает в роли главного злодея в начале игры Batman: Arkham Origins. Самый могущественный человек криминального мира Готэма,[5]. владелец ряда предлприятий[6]. Он назначает сумму в 50 млн долл. за убийство Бэтмена восьмерым злодеям (Бэйн, Дэдшот, Дефстроук, Медноголовка, Светлячок, Электрошокер, Убийца Крок (Хари Пейтон) и Шива). В банке Gotham Merchants Бэтмен узнаёт, что Джокер похитил Романа Сайониса и занял его место, подмяв под себя его преступную империю.

Один из главных геймдизайнеров игры Эрик Холмс признавал, что Чёрная Маска в сравнении с другими злодеями комиксов о Бэтмене не так хорошо известен, поэтому чтобы сделать его интересным и пугающим антагонистом, его историю решили расширить. Чёрная Маска считался подходящим злодеем для ранней карьеры Бэтмена из-за практичности: он переходит от типичных бандитов, с которым сталкивался Бэтмен, к невротическим и изворотливым злодеям, с которыми он в будущем столкнётся
- Чёрная Маска появляется в версии игры Lego Batman 2: DC Super Heroes для 3DS как персонаж, которого можно разблокировать.
- В дополнении Red Hood Story для игры Batman: Arkham Knight появляется в качестве босса. Погибает от рук Красного колпака (Джейсон Тодд), когда тот выкинул его в окно. Голос — Брайан Блум.

### Игрушки
- Коллекционная фигурка Чёрной Маски была выпущена компанией DC в рамках серии фигурок суперзлодеев Secret Files Rogues Gallery.
- Компания WizKids выпустила фигурку Чёрной Маски варианта онлайн-игры HeroClix.